# Etnomusicologia

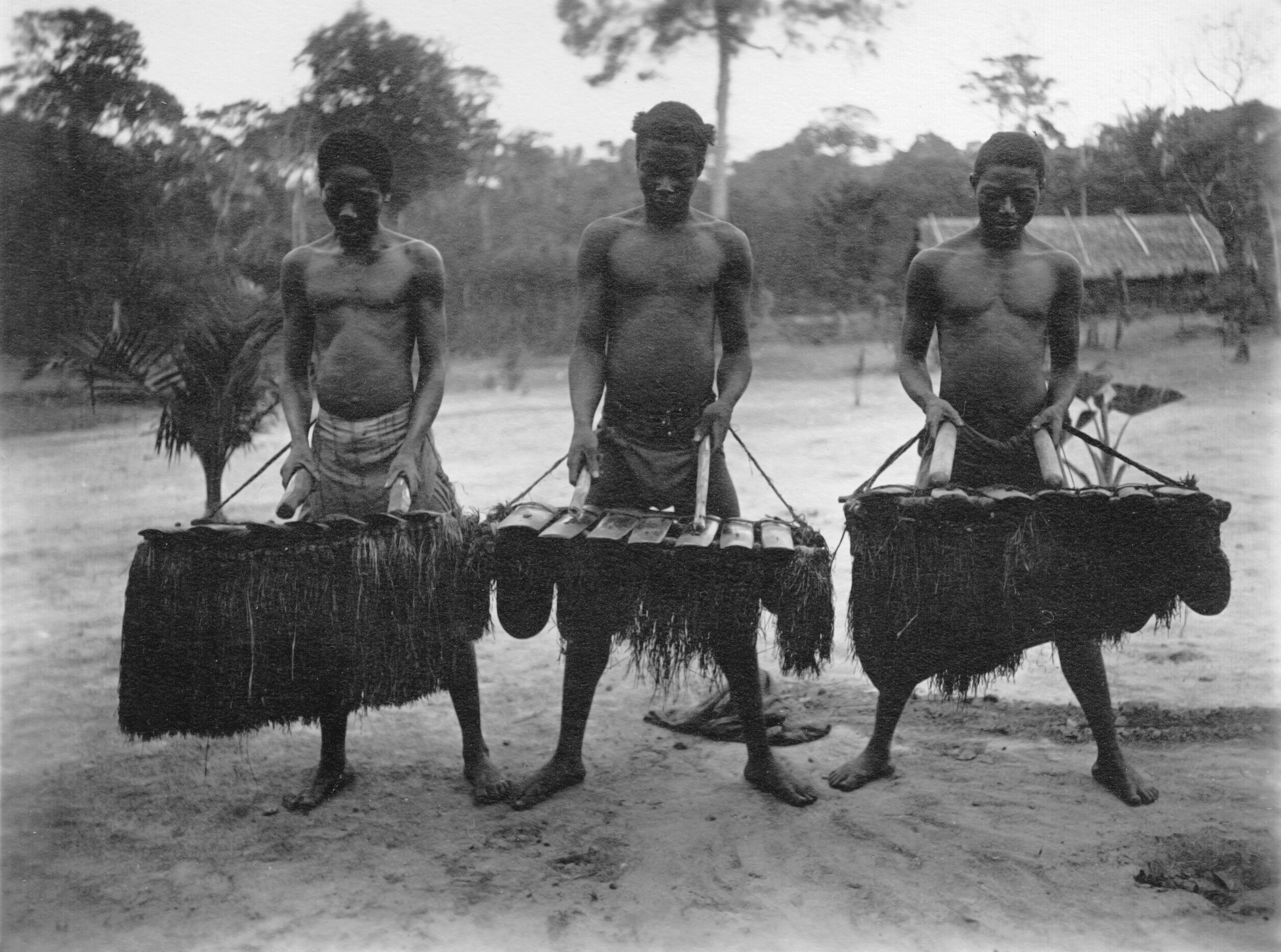
Tocadores de balafon da Rep. de Camarões, 1914. Uma variante do xilofone e da marimba

Etnomusicologia, também conhecida como antropologia da música, ou mais propriamente etnografia da música, é a ciência que objetiva o estudo da música em seu contexto cultural ou o estudo da música como cultura.

## História da Disciplina
A etnomusicologia surgiu no final do século XIX e início do século XX, sob o nome de musicologia comparativa (Vergleichende Musikwissenschaft), sendo definida por Guido Adler (1885)  como o ramo da musicologia que teria como tarefa a comparação das obras musicais, especialmente as canções folclóricas dos vários povos da terra, para propósitos etnográficos, e a classificação delas de acordo com suas várias formas. A mudança do nome é atribuída a Jaap Kunst, no seu livro Musicologia, de 1950. 
É dito que o surgimento da etnomusicologia só foi possível graças à invenção do fonógrafo, em 1877 por Thomas Edison. Nessa época era comum pesquisadores como Erich von Hornbostel ficarem em seus escritórios realizando transcrições e escrevendo sobre culturas musicais as quais eles nunca conheceram pessoalmente, graças a gravações realizadas por curiosos, turistas, ou pesquisadores de outras áreas. Posteriormente, sob forte influência antropológica, a pesquisa de campo tornou-se uma exigência da disciplina.
Um dos mais conhecidos etnomusicólogos foi o também compositor Béla Bartók.
Em 1956 surge nos Estados Unidos a Society for Ethnomusicology, enquanto que a Associação Brasileira de Etnomusicologia só veio a firmar-se em 2001. Atualmente o Brasil conta com pelo menos seis pós-graduações em etnomusicologia (Bahia, Rio Grande do Sul, Santa Catarina [UDESC], Rio de Janeiro, São Paulo, Paraíba e Paraná), e alguns cursos de antropologia com forte vertente etnomusicológica. Em Portugal as formações no ensino superior na área são dadas pelas Universidades de Évora, Nova de Lisboa e Universidade de Aveiro.

## Metodologia de análise
A transcrição para notação musical em si já pode ser considerada uma forma de análise segundo Ellingson  apud Ribeiro  para quem este método já provê as informações objetivamente quantificáveis e analisáveis, que forneceram uma base sólida para a etnomusicologia validar-se como disciplina científica. 
Tomando com parâmetros as proposições de Alan Merriam (1923 - 1980)  a música deve ser análise do ponto de vista da etnologia (etnomusicologia) em três níveis de análise: uma concepção de música (sua estética e valor social), comportamento em relação à música (atividade "profissional", associação à danças, êxtase religioso arte marcial e outras técnicas corporais) e quanto à música propriamente dita (ritmo, harmonia, etc).
Segundo Mauss   devem ser analisadas na sua relação com as demais artes (dança, artes plásticas, drama, canto, poesia, literatura etc), quanto aos seu elementos, que segundo ele são basicamente dois: um elemento sensorial, correspondendo às noções de ritmo, equilíbrio, contrastes e harmonia; e um elemento ideal, um elemento de teoria, a criação e imaginação que se constata na mais simples das artes musicais (oc. p 115). Ainda segundo esse autor o sentido musical aparece repartido de forma muito desigual segundo as sociedades. Ritmos, melodias, polifonias, variam em proporções consideráveis de uma sociedade para outra e também numa mesma sociedade entre os sexos, as idades, as classes: música nobre e música vulgar, música militar, música de igreja, música de cinema, etc, mas constituem-se como um sistema com extrema homogeneidade no todo apesar da distribuição variável. (oc. pg. 118)
Para o antropólogo Claude Lévi-Strauss (1908-2009) é possível estabelecer um paralelo entre a música, a linguagem e o mito. Há nítidos paralelos entre os fonemas e unidades sonoras (as notas musicais) definidas como sonemas ou tonemas, com a diferença, segundo ele, que na linguagem humana  os fonemas formam as palavras que por sua vez formam as frases, enquanto que na música não há um equivalente às palavras, dos elementos básicos passa-se logo para as frases melódicas. Estendendo essa comparação com os mitos, observa que naqueles não há o termo equivalente à fonemas, os elementos básicos são as palavras, o que dificulta o estabelecimento de uma comparação apesar da lógica e possível origem tanto da música como dos mitos na linguagem com desenvolvimentos em processo separados com distintas direções: a música destacando os aspectos do som, já presentes na linguagem e os mitos o aspecto do sentido (significado) também já profundamente presente na linguagem. 

## Campo de Estudo
Apesar de estar relacionada com o campo maior de estudos sobre música (Musicologia), e alguns programas de pós-graduação evitarem a divisão dos campos da Etnomusicologia e da Musicologia, alguns autores e pesquisadores preferem manter essa divisão. O motivo está baseado na crença de que a principal diferença entre a musicologia (ou mais especificamente, a musicologia histórica) e a etnomusicologia estaria no foco. Enquanto a musicologia se preocupa primeiramente com o texto musical, a etnomusicologia dá ênfase ao contexto no qual a música está inserida, como forma de compreender o porquê daquela música ser da forma que é. Há, inclusive, pesquisadores que defendem uma possível etnomusicologia histórica, através da fusão de ambas as áreas de concentração.
É muito comum que leigos achem que a etnomusicologia seja o estudo da "música dos povos tradicionais". Essa é uma confusão normal, por associarem o termo "etno" com "etnia", ou seja, o estudo de músicas étnicas. Esse pensamento não é de todo errôneo, uma vez que, como bem afirmara Blacking, toda música é fruto das relações humanas, definindo música como sons humanamente organizados. Entretanto, como foi dito acima, o termo "etno" vem da palavra etnografia (ver artigo para melhor compreensão do termo).
Portanto, apesar de ter seu início marcado pelo estudo da música de povos não-ocidentais por pesquisadores ocidentais, tais como a música tibetana, javanesa, africana, chinesa ou de grupos indígenas, há algumas décadas a etnomusicologia passou a incluir em seu campo de estudo as músicas ocidentais, sejam de origem ou tradicionalmente ligadas ao contexto rural, tais como o maracatu, samba de roda, bandas de pífano, Taieiras ou músicas de contexto urbano, tais como o Funk carioca, o samba/pagode carioca ou da Bahia, ou o Heavy Metal.

## Ver também

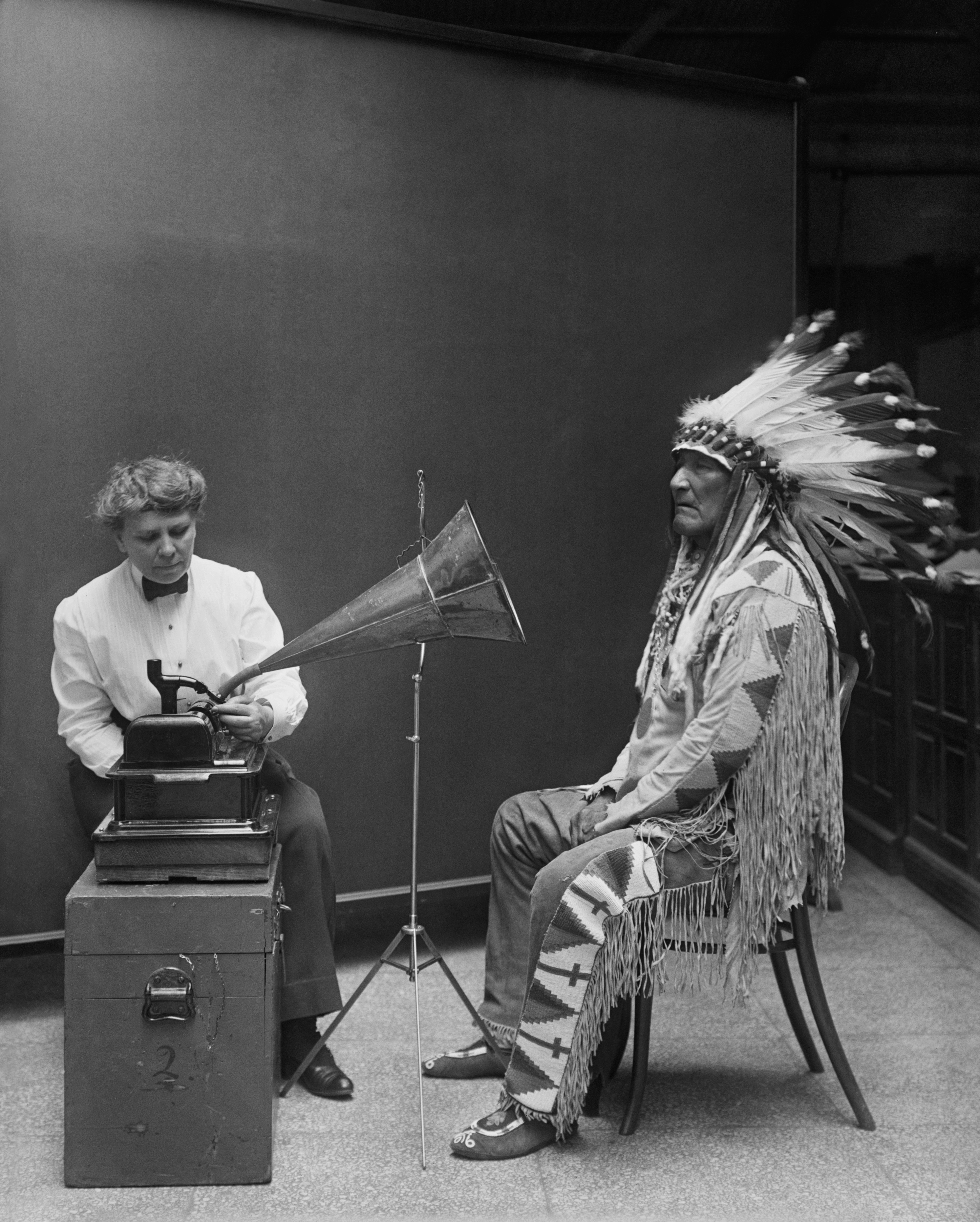
Frances Densmore gravando